# 坊州
坊州，唐朝到元朝的州。
619年，分鄜州设置，因为境内有马坊，所以称坊州。治所在中部县（今陕西省黄陵县东南）。包括今陕西省黄陵县、宜君县。1269年，蒙古帝国废除，合并入鄜州。
唐朝坊州刺史
- 郭澄（贞观年间）
- 房仁裕（贞观年间）
- 温释胤（贞观年间）
- 骞基（唐高宗时）
- 窦师伦（663年—664年）
- 周行謇（唐高宗时）
- 阳大经（高宗、武后时）
- 窦孝谦（高宗、武后时）
- 李延之（武周时）
- 豆卢志静（武周时）
- 苏味道（704年）
- 张大礼（704年—706年）
- 豆卢光祚（景云年间）
- 韦维（712年）
- 韦琳（712年）
- 崔贞简（开元年间）
- 段怀简（开元年间）
- 李濯（开元年间）
- 姚异（开元年间）
- 浑景之（开元年间）
- 郑昭远（开元年间）
- 郑愿（739年）
- 韦郯（开元末年）
- 杜昆吾（天宝年间）
- 一度改为中部郡
- 吴伷（乾元年间）
- 郭子仪（760年，坊州成为鄜坊节度使治所）
- 段奇（760年—765年）
- 白孝德（763年）
- 王仲昇（763年）
- 杜冕（765年）
- 李光进（765年—769年）
- 臧希让（769年—774年）
- 郭子{日胃}（774年—779年）
- 李逾（775年，遥领）
- 吴希光（779年）
- 崔宁（779年—781年）
- 李建徽（781年—783年，鄜坊节度使改治鄜州）
- 窦觎（783年—784年）
- 崔禹（贞元初年）
- 郑浑（791年）
- 常巽（贞元年间）
- 胡珦（贞元后期）
- 郗士美（802年—804年）
- 李翛（元和初年）
- 李愬（810年—811年）
- 张回（元和末年）
- 班肃（820年）
- 崔泽（长庆年间）
- 汪浰（大和初年）
- 段嶷（大和年间）
- 张怡（837年—838年）
- 郭薳（838年—839年）
- 崔骈（839年—840年）
- 薛淙（851年）
- 韦玫（856年）
- 刘彦晖（906年）